# Megastylus cruentator
Megastylus cruentator là một loài tò vò trong họ Ichneumonidae.